# Município de Lanier (condado de Preble, Ohio)
O município de Lanier (em inglês: Lanier Township) é um município localizado no condado de Preble no estado estadounidense de Ohio. No ano de 2010 tinha uma população de 3.853 habitantes e uma densidade populacional de 40,85 pessoas por km².

## Geografia
O município de Lanier encontra-se localizado nas coordenadas 39° 41′ 35″ N, 84° 32′ 00″ O. Segundo o Departamento do Censo dos Estados Unidos, o município tem uma superfície total de 94.31 km², da qual 94,18 km² correspondem a terra firme e (0,14 %) 0,13 km² é água.

## Demografia
Segundo o censo de 2010, tinha 3.853 habitantes residindo no município de Lanier. A densidade populacional era de 40,85 hab./km². Dos 3.853 habitantes, o município de Lanier estava composto pelo 97,66 % brancos, o 0,55 % eram afroamericanos, o 0,16 % eram amerindios, o 0,42 % eram asiáticos, o 0,16 % eram de outras raças e o 1,06 % eram de uma mistura de raças. Do total da população o 0,57 % eram hispanos ou latinos de qualquer raça.